# جوائز يوتا السينمائية
جوائز يوتا السينمائية (بالإنجليزية: Utah Film Awards) (كانت تسمى في الأصل جائزة ما تم تصويره في ولاية يوتا) هي وسام يمنح من المتخصصين العاملين في صناعة السينما في الولايات المتحدة لتقدير الإنجاز المتميز في الأفلام والمسلسلات، والإعلانات التجارية. يتميز الحفل السنوي بعروض لفنانين موهوبين، وتقديم تلك الجوائز التي تحظى باهتمام أكبر. تشترك في التعريف بالفيلم والتلفزيون والصناعة التجارية مثل فنون الأداء الأخرى: جوائز إيمي (التلفزيون)، وجوائز كليو (الإنتاج التجاري)، وجوائز الأوسكار (الأفلام السينمائية).
أقيمت جوائز يوتا السينمائية الأولى في مارس 2011 لتكريم صانعي الأفلام في ولاية يوتا. أقيم حفل توزيع جوائز يوتا للأفلام الرابع في 21 مارس 2014 في مركز كوفي للفنون في بروفو إلى، وتم بثه على الإنترنت دوليًا.

## وصلات خارجية
- جوائز يوتا السينمائية
- جوائز يوتا السينمائية
- جوائز يوتا السينمائية
- جوائز يوتا السينمائية
- جوائز يوتا السينمائية
- جوائز يوتا السينمائية
- جوائز يوتا السينمائية
- جوائز يوتا السينمائية